# Eleições autárquicas portuguesas de 1979 no distrito de Castelo Branco
| Eleições autárquicas portuguesas de 1979 Distritos: Aveiro \| Beja \| Braga \| Bragança \| Castelo Branco \| Coimbra \| Évora \| Faro \| Guarda \| Leiria \| Lisboa \| Portalegre \| Porto \| Santarém \| Setúbal \| Viana do Castelo \| Vila Real \| Viseu \| Açores \| Madeira |

## Resultados por concelho
Os resultados nos concelhos do distrito de Castelo Branco foram os seguintes:

### Belmonte
| Partido                 | Partido                 | Votos | %               | +/-   | Vereadores | +/-  |
| ----------------------- | ----------------------- | ----- | --------------- | ----- | ---------- | ---- |
|                         | Aliança Democrática     | 1 333 | 37,58 / 100,00  | Novo  | 2 / 5      | Novo |
|                         | Aliança Povo Unido      | 1 210 | 34,11 / 100,00  | 18,01 | 2 / 5      | 1    |
|                         | Partido Socialista      | 866   | 24,41 / 100,00  | 23,08 | 1 / 5      | 2    |
| Votos Inválidos         | Votos Inválidos         | 138   | 3,89 / 100,00   | 3,14  |            |      |
| Total                   | Total                   | 3 547 | 100,00 / 100,00 |       | 5 / 5      |      |
| Eleitorado/Participação | Eleitorado/Participação | 5 427 | 65,36 / 100,00  | 12,20 |            |      |

### Castelo Branco
| Partido                 | Partido                 | Votos  | %               | +/-   | Vereadores | +/-     |
| ----------------------- | ----------------------- | ------ | --------------- | ----- | ---------- | ------- |
|                         | Aliança Democrática     | 15 072 | 51,59 / 100,00  | Novo  | 4 / 7      | Novo    |
|                         | Partido Socialista      | 9 410  | 32,21 / 100,00  | 11,10 | 2 / 7      | 2       |
|                         | Aliança Povo Unido      | 3 137  | 10,74 / 100,00  | 2,29  | 1 / 7      | 1       |
|                         | PCTP/MRPP               | 551    | 1,89 / 100,00   | 0,81  | 0 / 7      | Estável |
| Votos Inválidos         | Votos Inválidos         | 1 046  | 3,58 / 100,00   | 4,55  |            |         |
| Total                   | Total                   | 29 216 | 100,00 / 100,00 |       | 7 / 7      |         |
| Eleitorado/Participação | Eleitorado/Participação | 41 117 | 71,06 / 100,00  | 10,42 |            |         |

### Covilhã
| Partido                 | Partido                   | Votos  | %               | +/-  | Vereadores | +/-     |
| ----------------------- | ------------------------- | ------ | --------------- | ---- | ---------- | ------- |
|                         | Partido Socialista        | 12 296 | 40,20 / 100,00  | 1,19 | 3 / 7      | 1       |
|                         | Aliança Democrática       | 10 581 | 34,59 / 100,00  | Novo | 3 / 7      | Novo    |
|                         | Aliança Povo Unido        | 5 897  | 19,28 / 100,00  | 3,73 | 1 / 7      | Estável |
|                         | PCTP/MRPP                 | 423    | 1,38 / 100,00   | 0,46 | 0 / 7      | Estável |
|                         | União Democrática Popular | 411    | 1,34 / 100,00   | -    | 0 / 7      | -       |
| Votos Inválidos         | Votos Inválidos           | 978    | 3,20 / 100,00   | 3,86 |            |         |
| Total                   | Total                     | 30 586 | 100,00 / 100,00 |      | 7 / 7      |         |
| Eleitorado/Participação | Eleitorado/Participação   | 43 195 | 70,81 / 100,00  | 6,99 |            |         |

### Fundão
| Partido                 | Partido                 | Votos  | %               | +/-   | Vereadores | +/-     |
| ----------------------- | ----------------------- | ------ | --------------- | ----- | ---------- | ------- |
|                         | Aliança Democrática     | 8 492  | 46,62 / 100,00  | Novo  | 4 / 7      | Novo    |
|                         | Partido Socialista      | 6 726  | 36,93 / 100,00  | 2,00  | 3 / 7      | 1       |
|                         | Aliança Povo Unido      | 2 069  | 11,36 / 100,00  | 2,30  | 0 / 7      | Estável |
| Votos Inválidos         | Votos Inválidos         | 927    | 5,09 / 100,00   | 3,64  |            |         |
| Total                   | Total                   | 18 214 | 100,00 / 100,00 |       | 7 / 7      |         |
| Eleitorado/Participação | Eleitorado/Participação | 25 207 | 72,26 / 100,00  | 15,61 |            |         |

### Idanha-a-Nova
| Partido                 | Partido                 | Votos  | %               | +/-   | Vereadores | +/-     |
| ----------------------- | ----------------------- | ------ | --------------- | ----- | ---------- | ------- |
|                         | Partido Socialista      | 4 371  | 44,62 / 100,00  | 1,84  | 4 / 7      | Estável |
|                         | Aliança Democrática     | 3 993  | 40,77 / 100,00  | Novo  | 3 / 7      | Novo    |
|                         | Aliança Povo Unido      | 889    | 9,08 / 100,00   | 3,93  | 0 / 7      | Estável |
| Votos Inválidos         | Votos Inválidos         | 542    | 5,53 / 100,00   | 4,87  |            |         |
| Total                   | Total                   | 9 795  | 100,00 / 100,00 |       | 7 / 7      |         |
| Eleitorado/Participação | Eleitorado/Participação | 13 820 | 70,88 / 100,00  | 16,81 |            |         |

### Oleiros
| Partido                 | Partido                 | Votos | %               | +/-   | Vereadores | +/-     |
| ----------------------- | ----------------------- | ----- | --------------- | ----- | ---------- | ------- |
|                         | Aliança Democrática     | 5 007 | 91,74 / 100,00  | Novo  | 5 / 5      | Novo    |
|                         | Aliança Povo Unido      | 208   | 3,81 / 100,00   | 1,59  | 0 / 5      | Estável |
| Votos Inválidos         | Votos Inválidos         | 243   | 4,46 / 100,00   | 1,57  |            |         |
| Total                   | Total                   | 5 458 | 100,00 / 100,00 |       | 5 / 5      |         |
| Eleitorado/Participação | Eleitorado/Participação | 7 991 | 68,30 / 100,00  | 13,26 |            |         |

### Penamacor
| Partido                 | Partido                 | Votos | %               | +/-   | Vereadores | +/-     |
| ----------------------- | ----------------------- | ----- | --------------- | ----- | ---------- | ------- |
|                         | Aliança Democrática     | 2 861 | 55,94 / 100,00  | Novo  | 3 / 5      | Novo    |
|                         | Partido Socialista      | 1 738 | 33,99 / 100,00  | 7,76  | 2 / 5      | Estável |
|                         | Aliança Povo Unido      | 313   | 6,12 / 100,00   | 3,53  | 0 / 5      | Estável |
| Votos Inválidos         | Votos Inválidos         | 202   | 3,95 / 100,00   | 3,77  |            |         |
| Total                   | Total                   | 5 114 | 100,00 / 100,00 |       | 5 / 5      |         |
| Eleitorado/Participação | Eleitorado/Participação | 7 593 | 67,35 / 100,00  | 12,43 |            |         |

### Proença-a-Nova
| Partido                 | Partido                 | Votos | %               | +/-   | Vereadores | +/-     |
| ----------------------- | ----------------------- | ----- | --------------- | ----- | ---------- | ------- |
|                         | Aliança Democrática     | 5 271 | 80,15 / 100,00  | Novo  | 5 / 5      | Novo    |
|                         | Partido Socialista      | 988   | 15,18 / 100,00  | -     | 0 / 5      | -       |
|                         | Aliança Povo Unido      | 147   | 2,26 / 100,00   | 1,82  | 0 / 5      | Estável |
| Votos Inválidos         | Votos Inválidos         | 157   | 2,41 / 100,00   | 4,17  |            |         |
| Total                   | Total                   | 6 509 | 100,00 / 100,00 |       | 5 / 5      |         |
| Eleitorado/Participação | Eleitorado/Participação | 9 508 | 68,46 / 100,00  | 14,59 |            |         |

### Sertã
| Partido                 | Partido                 | Votos  | %               | +/-   | Vereadores | +/-     |
| ----------------------- | ----------------------- | ------ | --------------- | ----- | ---------- | ------- |
|                         | Aliança Democrática     | 8 301  | 79,81 / 100,00  | Novo  | 6 / 7      | Novo    |
|                         | Partido Socialista      | 1 493  | 14,35 / 100,00  | 11,75 | 1 / 7      | 1       |
|                         | Aliança Povo Unido      | 306    | 2,94 / 100,00   | 0,02  | 0 / 7      | Estável |
| Votos Inválidos         | Votos Inválidos         | 301    | 2,89 / 100,00   | 3,93  |            |         |
| Total                   | Total                   | 10 401 | 100,00 / 100,00 |       | 7 / 7      |         |
| Eleitorado/Participação | Eleitorado/Participação | 15 917 | 65,35 / 100,00  | 14,20 |            |         |

### Vila de Rei
| Partido                 | Partido                 | Votos | %               | +/-  | Vereadores | +/-     |
| ----------------------- | ----------------------- | ----- | --------------- | ---- | ---------- | ------- |
|                         | Aliança Democrática     | 2 213 | 82,45 / 100,00  | Novo | 5 / 5      | Novo    |
|                         | Partido Socialista      | 288   | 10,73 / 100,00  | 7,61 | 0 / 5      | 1       |
|                         | Aliança Povo Unido      | 74    | 2,76 / 100,00   | 1,49 | 0 / 5      | Estável |
| Votos Inválidos         | Votos Inválidos         | 109   | 4,06 / 100,00   | 2,49 |            |         |
| Total                   | Total                   | 2 684 | 100,00 / 100,00 |      | 5 / 5      |         |
| Eleitorado/Participação | Eleitorado/Participação | 3 905 | 68,73 / 100,00  | 7,08 |            |         |

### Vila Velha de Ródão
| Partido                 | Partido                 | Votos | %               | +/-  | Vereadores | +/-     |
| ----------------------- | ----------------------- | ----- | --------------- | ---- | ---------- | ------- |
|                         | Partido Socialista      | 1 310 | 44,94 / 100,00  | 7,94 | 2 / 5      | Estável |
|                         | Aliança Democrática     | 904   | 31,01 / 100,00  | Novo | 2 / 5      | Novo    |
|                         | Aliança Povo Unido      | 622   | 21,34 / 100,00  | 0,86 | 1 / 5      | Estável |
| Votos Inválidos         | Votos Inválidos         | 79    | 2,71 / 100,00   | 2,95 |            |         |
| Total                   | Total                   | 2 915 | 100,00 / 100,00 |      | 5 / 5      |         |
| Eleitorado/Participação | Eleitorado/Participação | 4 510 | 64,63 / 100,00  | 9,04 |            |         |